# Music on Console
Music on Console (MOC) – napisany przy użyciu biblioteki ncurses konsolowy odtwarzacz muzyczny przeznaczony dla systemu Linux/UNIX. Przez wielu użytkowników ceniony jest ze względu na swoją prostotę, łatwość obsługi i małe zużycie zasobów komputera.
MOC obsługuje między innymi następujące formaty plików: MP3, Ogg Vorbis, FLAC, Musepack, Speex, WAV (i inne mniej popularne obsługiwane przez libsndfile), MOD, WavPack, AAC, SID, MIDI. Ponadto obsługiwana jest większość formatów rozpoznawana przez FFmpeg/Libav (np. MP4, Opus, WMA, APE, AC3, DTS). Media strumieniowe (Icecast, SHOUTcast) są także obsługiwane.
MOC zbudowany jest na architekturze klient-serwer (podobnie jak MPD). Posiada jedną playlistę (która może być zapisana w formacie m3u) i przeglądarkę plików, ale nie posiada biblioteki. Interfejs obsługuje skórki zmieniające kolorystykę lub przezroczystość.